# Trà Linh
Trà Linh là một xã thuộc huyện Nam Trà My, tỉnh Quảng Nam, Việt Nam.
Xã Trà Linh có diện tích 63,30 km², dân số năm 2019 là 2.991 người, mật độ dân số đạt 47 người/km².